# Guitare folk
Pour un article plus général, voir Guitare acoustique.
 (décembre 2017).
Si vous disposez d'ouvrages ou d'articles de référence ou si vous connaissez des sites web de qualité traitant du thème abordé ici, merci de compléter l'article en donnant les références utiles à sa vérifiabilité et en les liant à la section « Notes et références ».
La guitare folk est une guitare acoustique, plus massive qu'une guitare classique, aux six cordes métalliques. Le terme semble s'être répandu en France dans les années 1970[réf. nécessaire]. Dans d'autres pays également, le terme a été étendu à la musique folklorique et traditionnelle.

## Caractéristiques
Les différences les plus marquantes avec la guitare classique sont les suivantes :
- les cordes sont métalliques. Les deux plus fines sont en acier, les quatre plus grosses sont filées, c'est-à-dire qu'elles sont composées d'un fil d'acier - l'âme - entouré d'un fil de métal.
- La touche du manche est légèrement bombée et présente généralement quatorze cases hors table.
- Les barrages intérieurs (cloisons de renforcement à l'intérieur de la caisse) sont en X.
- du fait que la traction sur les cordes est plus puissante, le système d'attache est plus sophistiqué :
  - sur la caisse, les cordes sont chevillées au chevalet, et non pas nouées.
  - en haut du manche, chaque corde est enroulée autour d'un piton métallique émergeant de la tête, et non autour d'un petit rouleau intégré à la tête.
  - Chaque piton est manœuvrable par un système de clé et de vis sans fin indépendant pour chaque corde. La vis sans fin est généralement enchâssée dans un capot métallique qui la protège des chocs. Certains capots contiennent un bain d'huile qui garantit la meilleure fluidité et la meilleure précision pour accorder les cordes. On appelle ce système (piton, clé, vis sans fin, capot) une "mécanique". La stabilité des mécaniques influe sur la capacité de la guitare à rester accordée. La qualité des mécaniques est donc un critère de choix dans l'achat d'une guitare folk.
- La caisse est plus volumineuse, avec différentes formes dont les plus courantes sont : 
  - la forme "dreadnought", avec un corps avec 2 renflements asymétriques, le renflement en bas de caisse étant plus gros que celui où repose le manche,
  - la forme "jumbo", avec un corps aux formes nettement plus rondes,
  - la forme "auditorium" qui est un compromis des deux autres.

Il existe des guitares intermédiaires entre guitare classique et folk, qui mélangent les caractéristiques des deux. Ex. guitare à touche plate avec 14 cases hors table.
En version électro-acoustique, la guitare folk est équipée d'un micro et éventuellement d'un système de pré-amplification. Le tout est prévu pour être branché sur un amplificateur comme une guitare électrique.

### Guitare à douze cordes
Il existe une sous-famille de guitare folk, la guitare à douze cordes, qu'est une guitare dont les cordes sont doublées : les quatre cordes graves sont agrémentées d'une chanterelle accordées d'une octave au-dessus, alors que les deux cordes aiguës sont accordées a l'unisson. Ce type de guitare se joue au médiator, mais une technique plus spécifique à l'instrument consiste à monter les onglets sur les doigts (pouce, index, majeur, annulaire) et a jouer comme si chaque doigt était un médiator independant. Le toucher différent et de nouvelles possibilités offertes par cet instrument (jouer une des cordes d'un chœur, grave ou aiguë, ou les deux, jeu avec des onglets) en ont fait un instrument vraiment différent de la guitare folk à six cordes.